# André Chalmel
André Chalmel (Dol-de-Bretagne, 10 d'octubre de 1949) és un ciclista francès, ja retirat, que fou professional entre 1975 i 1982. En el seu palmarès destaquen una desena de victòries, destacant el Gran Premi de Plumelec de 1977 i la Bordeus-París de 1979, la més ràpida de la història. El 1979 fou quart al Campionat del Món en ruta, sent agafat a poc menys de 200 metres de l'arribada per Jan Raas, Dietrich Thurau i Jean-René Bernaudeau.
Destacà com a gregari de Bernard Hinault. Durant diversos anys s'encarregà de la cursa ciclista "la Bernard Hinault".

## Palmarès
- 1975
  - Vencedor d'una etapa de la Volta a Luxemburg
- 1976
  - 1r a Pleurtuit
- 1977
  - 1r al Gran Premi de Plumelec
  - 1r a Le Quillio
- 1978
  - 1r a Bain-de-Bretagne
- 1979
  - 1r a la Bordeus-París
  - 1r a Les Ormes
  - 1r a Nogent-sur-Oise
- 1980
  - 1r al Gran Premi de la costa normanda
  - Vencedor d'una etapa del Tour del Llemosí
- 1981
  - 1r al Gran Premi d'Isbergues

### Resultats al Tour de França
- 1976. 65è de la classificació general
- 1977. 42è de la classificació general
- 1978. 63è de la classificació general
- 1979. 59è de la classificació general
- 1982. 115è de la classificació general

### Resultats a la Volta a Espanya
- 1978. 47è de la classificació general